# 115 Pułk Piechoty (Cesarstwo Niemieckie)
115 Przyboczny Pułk Piechoty (1 Wielkiego Księstwa Heskiego) (niem. Leibgarde-Infanterie-Regiment (1. Großherzoglich Hessisches) Nr. 115  – pułk piechoty niemieckiej okresu Cesarstwa Niemieckiego.

## Historia
Pułk został sformowany 1 marca 1621. Stacjonował w Darmstadt . Wchodził w skład XVIII Korpusu Armijnego . Barwą pułku był czerwony.
W wyniku mobilizacji, w sierpniu 1914 pułk osiągnął gotowość bojową i w składzie 49 Brygady Piechoty 25 Dywizji został wysłany na front zachodni.

## Bibliografia

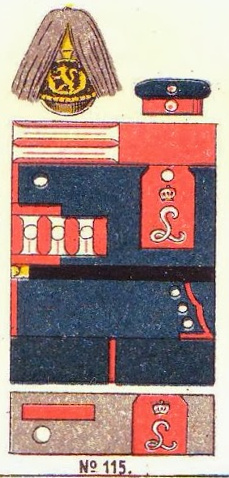
Oznaki pułku